# كارل سيمبسون (لاعب كرة قدم أمريكية)
كارل سيمبسون (بالإنجليزية: Carl Simpson)‏ هو لاعب كرة قدم أمريكية أمريكي، ولد في 18 أبريل 1970 في فيداليا في الولايات المتحدة.

## وصلات خارجية
- كارل سيمبسون على موقع مرجع كرة القدم المحترفة.كوم (الإنجليزية)